# Schubvektorsteuerung

3D-Schubvektorsteuerung

Eine Schubvektorsteuerung ermöglicht Lenkbewegungen durch gezieltes Richten des Abgasstrahls eines Antriebs. Sie wird meist bei militärischen Flugzeugen sowie Raketen eingesetzt, um die Manövrierfähigkeit zu verbessern. Dies kann durch Strahlruder, Ablenkflächen am Düsenaustritt oder Schwenken der ganzen Düse erreicht werden.
Neben konventionell startenden Flugzeugen wird Schubvektorsteuerung auch bei Senkrechtstartern verwendet; hierbei wird das Flugzeug beim vertikalen Start vom senkrecht nach unten gelenkten Schub getragen. Für den Horizontalflug werden die Düsen in die entsprechende Position geschwenkt, um dem Flugzeug Vortrieb zu geben, der Auftrieb wird dann auf konventionelle Weise von den Flügeln erzeugt.

## Technik

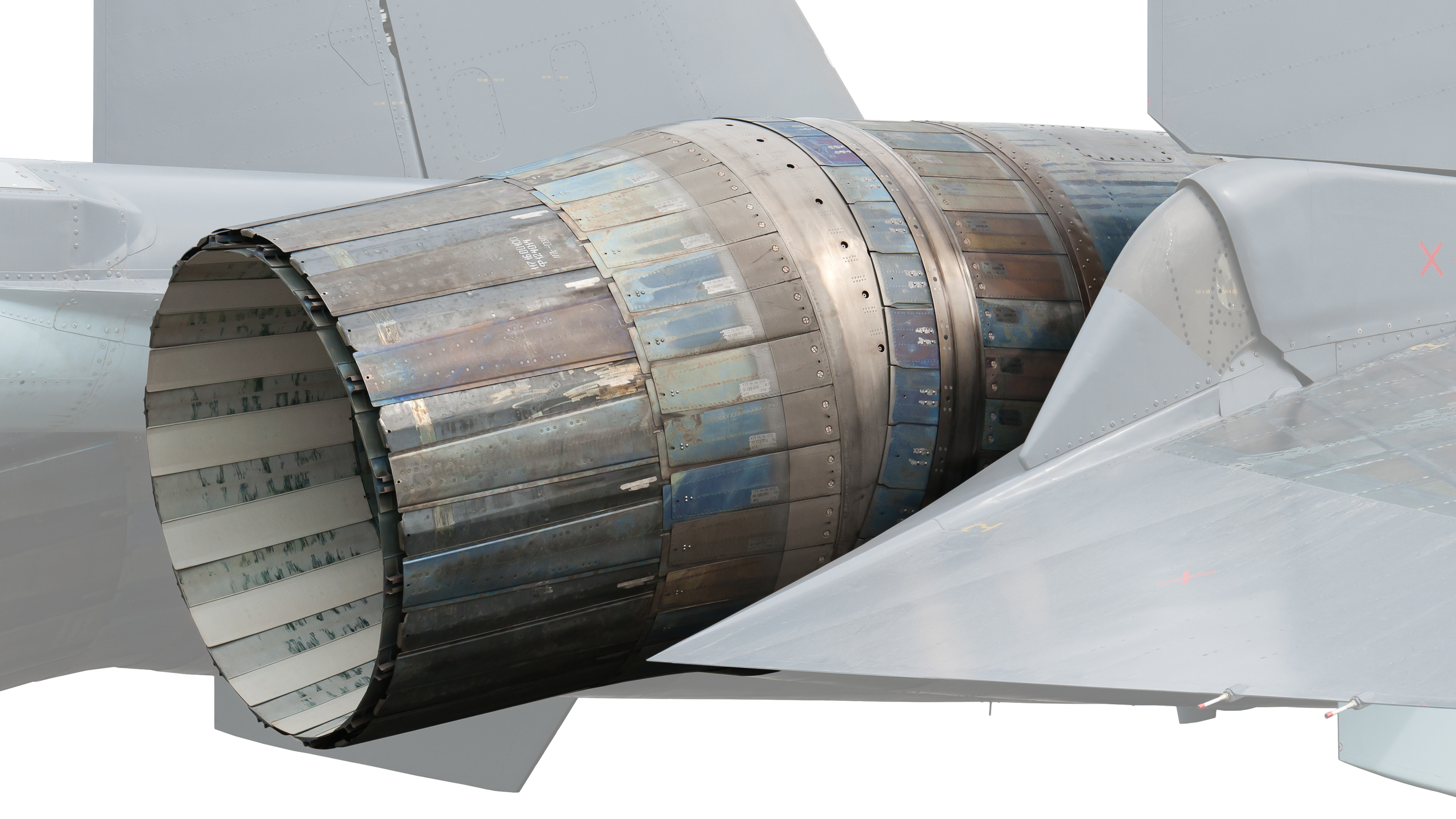
Schubvektorsteuerung an einer Suchoi Su-35S

Notwendig ist eine Schubvektorsteuerung für Langstreckenraketen, da während der Startphase sowie im Vakuum des Weltraumes eine aerodynamische Steuerung nicht möglich ist. Bei kleineren Raketen und Kampfflugzeugen kann sie die Steuerruder unterstützen oder ersetzen, um die Wendigkeit zu erhöhen. Bei einem Flugzeug ermöglicht sie sehr viel höhere Anstellwinkel, so sind steuerbare Flugzustände jenseits des kritischen Anstellwinkels möglich. Beim deutsch-amerikanischen Projekt Rockwell-MBB X-31 wurden zum Beispiel Anstellwinkel bis zu 70° ohne Verlust der Kontrolle über das Flugzeug erreicht.
Größtes Problem bei der Serienfertigung von Luft- und Raumfahrzeugen mit 3D-Schubvektorsteuerung ist die thermische Belastung der Düsen, die nach Materialien verlangt, die erst seit Ende des 20. Jahrhunderts zu akzeptablen Preisen verfügbar sind.

## 2D- und 3D-Steuerung

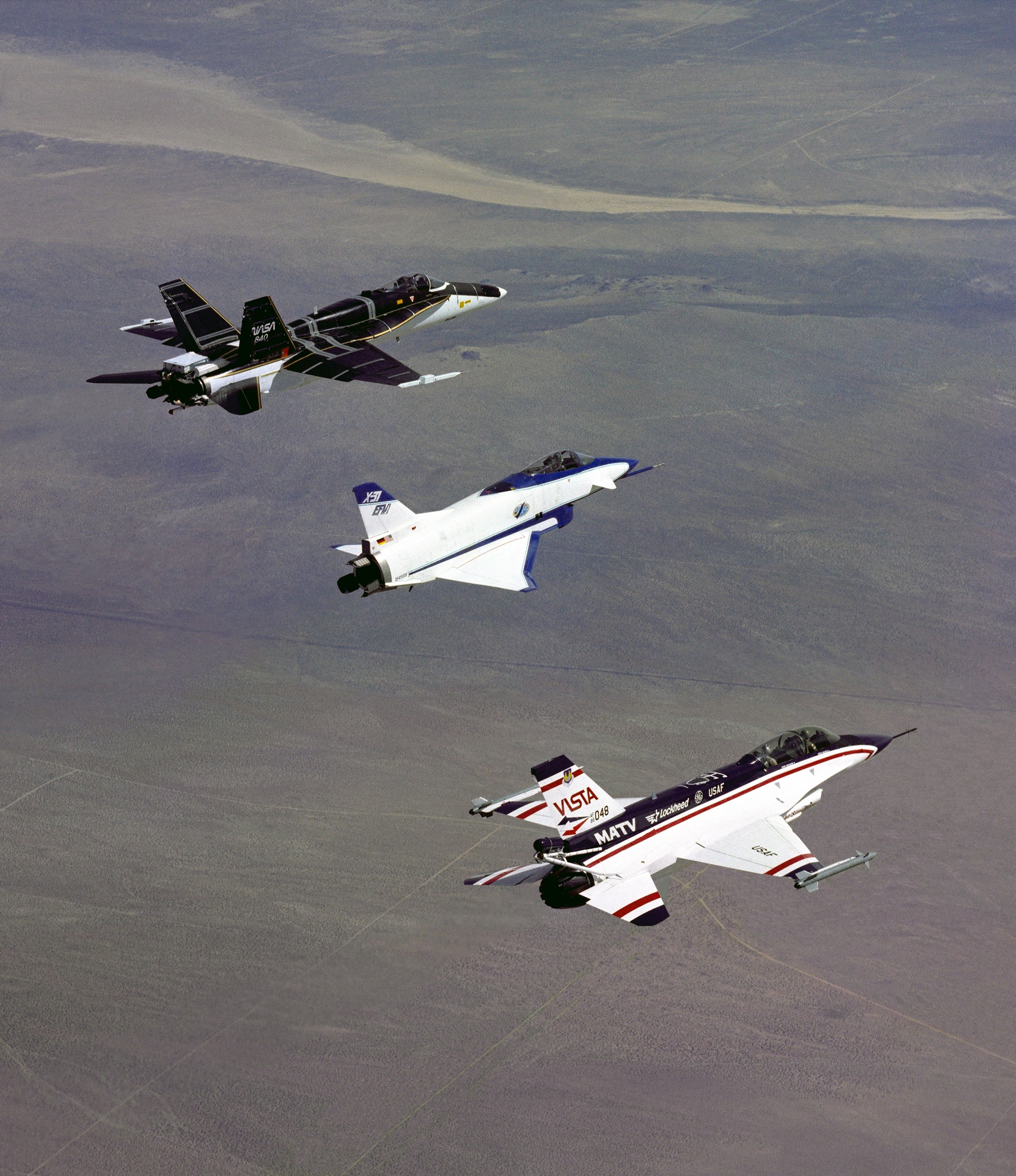
Erprobungsträger mit 3D-Schubvektorsteuerung: F/A-18 HARV, X-31, F-16 MATV

Die Schubvektorsteuerung wird in 2D- und 3D-Varianten unterschieden. Wird der Abgasstrahl nur in einer Ebene abgelenkt, bezeichnet man dies als 2D-Schubvektor, wohingegen bei einer in alle Richtungen schwenkbaren Düse man von einem 3D-Schubvektor spricht. Die Schubumkehr zum Abbremsen von Flugzeugen wird teilweise auch als eine Art 2D-Schubvektorsteuerung definiert und wird bereits seit Ende der 1950er Jahre in der zivilen Luftfahrt eingesetzt (das erste Zivilflugzeug mit einer serienmäßigen Schubumkehreinrichtung war die Boeing 707).
Eine der ersten Maschinen, die über eine 2D-Schubvektorsteuerung verfügten, war der britische Senkrechtstarter Hawker P.1127. Dieser bildete die Grundlage für die spätere Harrier, die ebenfalls die 2D-Schubvektorsteuerung für senkrechte Starts und Landungen verwendete. Da auch bei jeder beliebigen Zwischenstellung der Schubumlenkung gestartet werden kann, sind bei hohen Nutzlastanforderungen auch sogenannte jump-starts mit einer kurzen Anrollstrecke möglich. An Bord eines Flugzeugträgers kann dies unter Zuhilfenahme von „Sprungschanzen“ erfolgen. Bei modernen Kampfflugzeugen wird die 2D-Schubvektorsteuerung, neben den Vorteilen bei Starts und Landungen, primär zur Verbesserung der Luftkampffähigkeiten im „Dog Fight“ verwendet. Dabei werden die Nickbewegungen verbessert, sowie die Rollbewegungen, wenn die Maschine mindestens über zwei Triebwerke verfügt. Auf Gierbewegungen dagegen hat eine 2D-Schubvektorsteuerung keinerlei Auswirkungen. Das erste standardmäßig mit solch einer Steuerung ausgerüstete Serienkampfflugzeug war die 2005 in Dienst gestellte amerikanische F-22 Raptor.
Eine 3D-Schubvektorsteuerung lenkt den Schubstrahl auch in Gierbewegung, was eine enorme Manövrierfähigkeit erlaubt und somit entscheidende Vorteile im Luftnahkampf ermöglicht.
Die bereits seit 2002 ausgelieferte Su-30MKI der indischen Luftwaffe ist mit einer 3D-Schubvektorsteuerung ausgerüstet. Folgende Modelle sind mit einer 2D- oder 3D-Schubvektorsteuerung ausgerüstet.

## VTOL
- Bell Model 65
- Bell X-14
- Bell-Boeing V-22
- Boeing X-32
- Dornier Do 31
- EWR VJ 101
- Harrier Jump Jet
  - Hawker Siddeley Harrier
  - McDonnell Douglas AV-8B Harrier II
- Lockheed Martin F-35B Lightning II
- Jakowlew Jak-36
- Jakowlew Jak-38
- Jakowlew Jak-141

## Manövrierfähigkeit

### 2D-Schubvektorsteuerung
- McDonnell Douglas F-15 STOL/MTD (experimentell)
- Lockheed Martin F-22 Raptor (nur Nicken und Rollen)
- McDonnell Douglas X-36 (nur Gieren)

### 3D-Schubvektorsteuerung
- Suchoi Su-30MKI / MKM / MKA / SM
- Suchoi Su-35S
- Suchoi Su-37 (experimentell)
- Suchoi Su-57
- Mikojan-Gurewitsch MiG-35 (MiG-29OVT)
- McDonnell Douglas F-15 ACTIVE (experimentell, 1993–1999)
- General Dynamics F-16 VISTA (experimentell)
- Rockwell-MBB X-31 (experimental)
- McDonnell Douglas F-18 HARV (experimentell)
- Mitsubishi X-2 (experimentell)

## Technik bei Raketen

Schubvektorsteuerung durch Schwenken der Düse bei einer Rakete

Bei Raketen haben sich hauptsächlich zwei Arten von Schubvektorsteuerungen durchgesetzt:
- Schwenken des gesamten, kardanisch aufgehängten Raketentriebwerkes in zwei Achsen (z. B. R-9)
- Schwenken der Düse, dies wird überwiegend bei Feststoffboostern verwendet (zum Beispiel Space Shuttle Solid Rocket Booster), da ein Schwenken des gesamten Boosters nicht möglich ist.

Im Folgenden werden andere Arten der Schubvektorkontrolle aufgelistet, welche nur eine geringe Verbreitung erfahren haben:
- Kleine schwenkbare Zusatztriebwerke, sogenannte Vernierdüsen (zum Beispiel Sojus)
- Einspritzen von Flüssigkeit in den seitlichen Teil der Düse, durch das Verdampfen der Flüssigkeit wird die Ausdehnung der Verbrennungsgase beeinflusst und damit der Schubvektor manipuliert (UGM-27 Polaris).
- Drehbares Strahlruder im Abgasstrom (A4)
- Einpressen von Luft in den seitlichen Teil der Düse, durch die Druckänderung ändert sich auch der Schubvektor.
- Die Abgase des Gasgenerators (ein Gerät, welches Treibstoff verbrennt um Energie für die Turbopumpe bereitzustellen) werden auf eine schwenkbare Düse geleitet, welche wiederum einen variablen Schubvektor erzeugt.[1]

### Aktuatoren
Zum Schwenken der Düsen werden überwiegend hydraulische oder elektrische Aktuatoren verwendet. Bei sehr großen Triebwerken (jeweils die erste Stufe: Ariane 5, Delta IV, Atlas, Space Shuttle) werden aufgrund der benötigten hohen Kräfte hydraulische Aktuatoren verwendet. In den oberen Stufen (zum Beispiel der Ariane 5 und Delta IV) kommen elektrische Aktuatoren zur Verwendung, da diese energetisch effizienter zu nutzen und leichter zu lagern und zu installieren sind (kein Hydrauliköl).

### Energiequellen für Schubvektorsysteme
Als Energiequelle für hydraulische Schubvektoraktuatoren kommen zumeist chemisch angetriebene Pumpen zum Tragen (zum Beispiel Space Shuttle). Bei der Saturn-V-Rakete wurde das gesamte Schubvektorkontrollsystem vom Treibstoffsystem mit angetrieben, die ohnehin vorhandene Turbopumpe lieferte so die benötigte Energie und ersetzte ein separates Antriebssystem. Der Gewichtsersparnis stand jedoch die Anforderung gegenüber, dass das gesamte Hydrauliksystem, speziell die Dichtungen, kompatibel zum Treibstoff sein musste.
Ein anderer Energieträger für die Schubvektorkontrolle sind Hydraulikakkumulatoren. So setzt die Ariane 5 einen Kugeltank ein, welcher das Hydrauliköl enthält und durch Stickstoff unter Druck gesetzt wird. Der vorhandene Druck reicht aus, um genügend Energie für einen Start zur Verfügung zu stellen. Das aufgebrauchte Öl wird im Abgasstrahl verbrannt.

## Plattformen
| Muster                          | Typ | Bewegungs- spielraum       | Triebwerk                                           | Lenkwirkung 1                               | Erstflug       |
| ------------------------------- | --- | -------------------------- | --------------------------------------------------- | ------------------------------------------- | -------------- |
| F-15 S/MDT                      | 2D  | 20°                        | 2 × Pratt & Whitney F100-PW-200                     | 2 × 23,6 kN                                 | September 1988 |
| F-15 ACTIVE                     | 3D  | 20°                        | 2 × Pratt & Whitney F100-PW-299                     | 2 × 28,7 kN                                 | März 1996      |
| F-16 MATV                       | 3D  | 20°                        | General Electric F110-GE-100                        | 27,8 kN                                     | April 1992     |
| F-16 Fighting Falcon mit „AVEN“ | 3D  | 20°                        | General Electric F110-GE-129                        | 28,7 kN                                     | Juli 1993      |
| F/A-18 HARV                     | 3D  | 25°                        | 2 × General Electric F404-GE-400                    | 2 × 21,9 kN                                 | April 1987     |
| F-22 Raptor                     | 2D  | 20°                        | 2 × Pratt & Whitney F119-PW-100                     | 2 × 34,7 kN                                 | September 1997 |
| Hawker Siddeley Harrier         | 2D  | k. A.                      | 1 × Rolls-Royce Pegasus-Mk-103-Mantelstromtriebwerk | 2 × 95,65 kN                                | Dezember 1967  |
| X-31 EFM                        | 3D  | k. A.                      | General Electric F404-GE-400                        | –                                           | Oktober 1990   |
| MiG-29OWT                       | 3D  | 15° vertikal 8° horizontal | 2 × Klimow RD-133                                   | 2 × 14,7 kN                                 | 2003           |
| Su-30MKI                        | 3D  | 15° vertikal 8° horizontal | 2 × Saturn AL-31FP                                  | 2 × 20,5 kN                                 | Juli 1997      |
| Su-35BM                         | 3D  | 15° vertikal 8° horizontal | 2 × Saturn-117S/AL-41F1A                            | vertikal 2 × 23,7 kN horizontal 2 × 12,6 kN | Februar 2008   |

{\displaystyle F_{S}={\frac {F_{T}\cdot B}{90}}}

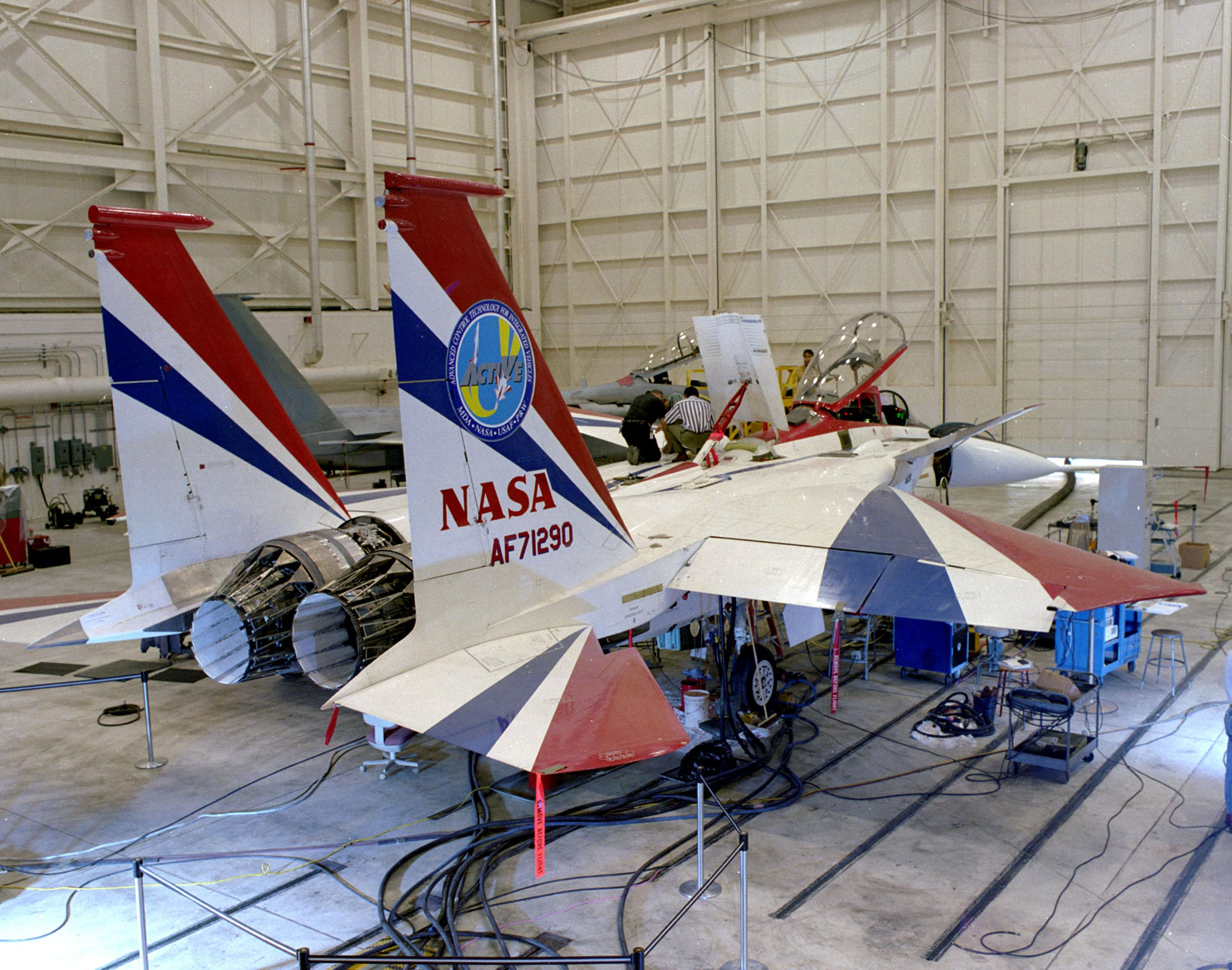
Eine F-15 ACTIVE mit 3D-Schubvektorsteuerung

FS … Lenkwirkung der Schubvektorsteuerung bei maximaler Auslenkung (in N)

FT … Maximale Schubkraft des Triebwerks im Nachbrennerbetrieb (in N)